# Goniothalamus longistaminus
Goniothalamus longistaminus este o specie de plante din genul Goniothalamus, familia Annonaceae, descrisă de Richard M.K. Saunders. Conform Catalogue of Life specia Goniothalamus longistaminus nu are subspecii cunoscute.